# Курт фон Гаммерштайн-Екворд
Курт фон Гамерштайн-Екворд (нім. Kurt von Hammerstein-Equord; нар. 26 вересня 1878, Вольдегк — пом. 25 квітня 1943, Берлін) — німецький воєначальник часів Третього Рейху, генерал-полковник Вермахту (1934). Начальник Військового Управління Веймарської республіки (1929—1930) (нім. Truppenamt) та Головнокомандувач Сухопутних військ Німеччини (1930—1934).

## Біографія
Барон фон Гаммерштайн-Екворд вступив в німецьку армії 15 березня 1898 року. У 1907 році одружився з Маріэю фон Гаммерштайн-Лютвіц, дочкою Вальтера фон Лютвіца. Він був прикріплений до Генштабу під час Першої світової війни і брав участь в Тутраканськый битві. Гаммерштайн-Екворд був вірний Веймарській республіці, тому і був проти каппского путчу 1920 року. Він був начальником штабу 3-й дивізії з 1924 року, з 1929 року начальником військового управління сухопутних військ Веймарської республіки. Близький друг Курта фон Шляйхера, в 1930 році Екворд отримав підвищення і став начальником сухопутних військ.
Гаммерштайн-Екворд був відомий своєю незалежністю і неробством, любив полювання і стрілянину. Він розповідав своїм друзям, що єдине, що перешкоджає його кар'єрі — це «необхідність особистого комфорту». Він був гордовитою і саркастичною людиною, відомою своїми різкими проявами зневаги. Гаммерштайн-Екворд розглядав себе як слуга німецької держави, а не його політичних партій. Він поставився вкрай вороже до нацистської партії, називав її «бандою злочинців» і «цими брудними свинями» (останній натяк — нібито на гомосексуальні схильності деяких керівників СА). Отримав прізвисько «Червоний генерал» за дружбу з профспілками. Гаммерштайн-Екворд особисто попередив Адольфа Гітлера в грудні 1932 року, що він проти спроб перевороту незаконним шляхом, обіцяючи, що в цьому випадку дасть наказ військам стріляти на ураження.
Гаммерштайн-Екворд неодноразово попереджав президента Пауля фон Гінденбурга про небезпеку призначення Гітлера канцлером. Однак 30 січня 1933 Гітлер став рейхсканцлером і одночасно главою Імперського кабінету міністрів. Через свою опозицію до Гітлера, Гаммерштайн-Екворд був змушений покинути свою посаду 31 січня 1934. Наступного дня він отримав звання генерал-полковника. Під час польської кампанії Гаммерштайн-Екворд був призначений командувачем групою армій «A», що знаходилася на заході і прикривав Німеччину від можливої атаки союзників.
Під час Другої світової війни Гаммерштайн взяв участь в декількох змовах з метою повалення Гітлера. Він неодноразово намагався заманити фюрера відвідати укріплені бази лінії Зіґфріда, що знаходилися під його командуванням. Барон зізнавався колишньому начальнику генерального штабу і ведучому змовникові генерал-полковнику Людвігу Беку, що «нещасний випадок станеться», якщо фюрер відвідає його укріплення. Але Гітлер не прийняв запрошення Гаммерштайна. Останній був переведений командувати 8-им військовим округом в Сілезії, а потім взагалі звільнений від командування (за особистим наказом Гітлера), за його «негативне ставлення до нацизму». Гаммерштайн-Екворд став активістом німецького Опору, працював з Карлом Фрідріхом Герделером.
Барон Курт фон Гаммерштайн-Екворд помер від раку в Берліні 25 квітня 1943. Його сім'я відмовилася від проведення офіційних похорону в Берліні, оскільки це означало б, що його труна була б прикрашений нацистською символікою. Таким чином, він був похований на родинному цвинтарі в Штайнгорсті, Нижня Саксонія. Гітлер наказав відправити вінок з посланням про висловлення співчуття, але на похороні вінка не було, оскільки сім'я Гаммерштайна «забула» його в берлінському метро.
Генріх Брюнінг, лідер партії католицького центру, який перебував на посаді канцлера з 1930 по 1932 рр. назвав Гаммерштайна «єдиною людиною, яка могла усунути Гітлера — людиною без нервів». Згідно зі спогадами Кунрата, сина генерала Гаммерштайна, барон вийшов з аристократичних клубу після виключення звідти неарійських членів в 1934-35 роках і говорив про «організоване масове вбивство» євреїв до літа 1942 року. Гаммерштайн-Екворд забезпечив свою дочку Марію-Терезу списками євреїв, яких планувалося депортувати або заарештувати, таким чином дозволивши попередити їх або заховати. Двоє синів генерала, Людвіг і Кунрат, брали участь в змові 20 липня 1944 року, згодом втікши з Німеччини після провалу. Вдова і двоє молодших дітей були потім ув'язнені в концентраційному таборі. Їх звільнили союзні війська в 1945 році.
Керуючи військовим управлінням сухопутних військ Рейхсверу, Гаммерштайн-Екворд створив спеціальну класифікацію для своїх підлеглих: «Я ділю моїх співробітників на чотири класи: розумний, лінивий, старанний і дурний. Найчастіше дві з цих якостей присутні одночасно. Офіцери розумні і старанні придатні до високих призначень. Ті, хто дурний і лінивий, складають близько 90 % кожної армії в світі і можуть бути використані для рутинної діяльності. А ось розумний і ледачий призначений для найвищих посад: його темперамент і витримка підійдуть для будь-якої ситуації. Але той, хто дурний і зухвалий, являє собою загрозу і повинен бути усунутий негайно!»

## Нагороди
Військова кар'єра
- 15 березня 1898 — лейтенант
- 10 вересня 1908 — обер-лейтенант
- 22 березня 1913 — гауптман
- 18 серпня 1917 — майор
- 1 жовтня 1920 — оберст-лейтенант
- 1 травня 1925 — оберст
- 23 січня 1929 — генерал-майор
- 1 жовтня 1929 — генерал-лейтенант
- 1 листопада 1930 — генерал від інфантерії
- 31 січня 1934 — генерал-полковник

- Залізний хрест 2-го і 1-го класу
- Лицарський хрест королівського ордена дому Гогенцоллернів з мечами
- Хрест «За вислугу років» (Пруссія)
- Орден «За військові заслуги» (Баварія) 4-го класу з мечами
- Лицарський хрест 1-го класу ордена Альберта (Саксонія) з мечами
- Хрест «За заслуги у війні» (Мекленбург-Стреліц) 2-го і 1-го класу
- Хрест «За військові заслуги» (Мекленбург-Шверін) 2-го і 1-го класу
- Військовий Хрест Фрідріха-Августа (Ольденбург) 2-го і 1-го класу
- Ганзейський Хрест (Любек)
- Хрест «За військові заслуги» (Австро-Угорщина) 3-го класу з військовою відзнакою
- Орден Святого Йоанна (Бранденбург), почесний лицар
- Почесний хрест ветерана війни з мечами
- Медаль «За вислугу років у Вермахті» 4-го, 3-го, 2-го і 1-го класу (25 років)